# Лалори, Дельфина
Мэри Дельфина Лалори (англ. Marie Delphine LaLaurie) урожденная Макарти (англ. Macarty (MacCarthy); 19 марта 1787 — 7 декабря 1849) — представительница американской знати, более известная как мадам Лалори (англ. Madame LaLaurie) — одна из самых жестоких женщин-убийц в истории Нового Орлеана. Обвинялась в садизме и многочисленных изощренных убийствах чернокожих рабов.
Дельфина Лалори была представительницей американской знати начала XIX века и вела образ жизни, соответствующий своему положению. В её особняке в услужении находились невольники, которые впоследствии, по воле хозяйки, становились предметом смертельных пыток и опытов.

## Биография
Мэри Дельфина Макарти родилась 19 марта 1787 года в семье богатого работорговца Луиса Бартелми Макарти (англ. Louis Barthélemy Macarty) и Мэри Джин Лерейбл (англ. Marie Jeanne L'Erable), помимо неё в семье было ещё четверо детей. Оба родителя были видными членами креольского сообщества Нового Орлеана. В 1730 году её дед Бартелми Макарти (англ. Barthélemy Macarty) перевёз своих родственников из Ирландии в Новый Орлеан. 7 сентября 1815 года двоюродный брат Дельфины Августин (Augustin de Macarty) стал мэром города и занимал эту должность 5 последующих лет.

## Первый брак
В 1800 году в возрасте 13 лет Дельфина впервые вышла замуж, её супругом стал Дон Рамон де Лопес и Ангулио, высокопоставленный испанский офицер. Брак продолжался до 1804 года, пока супруги не отправились в Мадрид. Дон Рамон умер в Гаване, не доехав до Испании. От этого брака у Дельфины осталась дочь Мария Борджиа Дельфина Лопес (англ. Marie Borgia Delphine Lopez), которую она называла «Баркита»

## Второй брак
В июне 1808 года Дельфина вышла замуж за известного банкира, купца и адвоката Жана Бланке (англ. Jean Blanque). Семья с четырьмя детьми переехала в дом на 409-Ройал-стрит (Новый Орлеан). В 1816 году Жан скончался.

## Третий и последний брак
25 июня 1825 года Дельфина в третий раз вышла замуж — за врача Леонарда Луиса Николя Лалори (англ. Leonard Louis Nicolas LaLaurie), который был намного моложе её. В 1831 году она купила участок на 1140-Ройал-стрит и к 1832 году на земле был построен особняк, в котором она поселилась вместе с двумя дочерьми и прислугой.

## Пожар и вандализм в доме Лалори

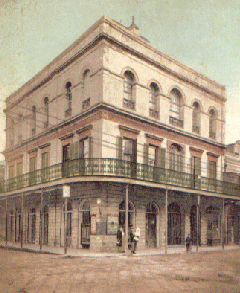
Особняк Лалори на 1140-Ройал-стрит открытка 1906 года

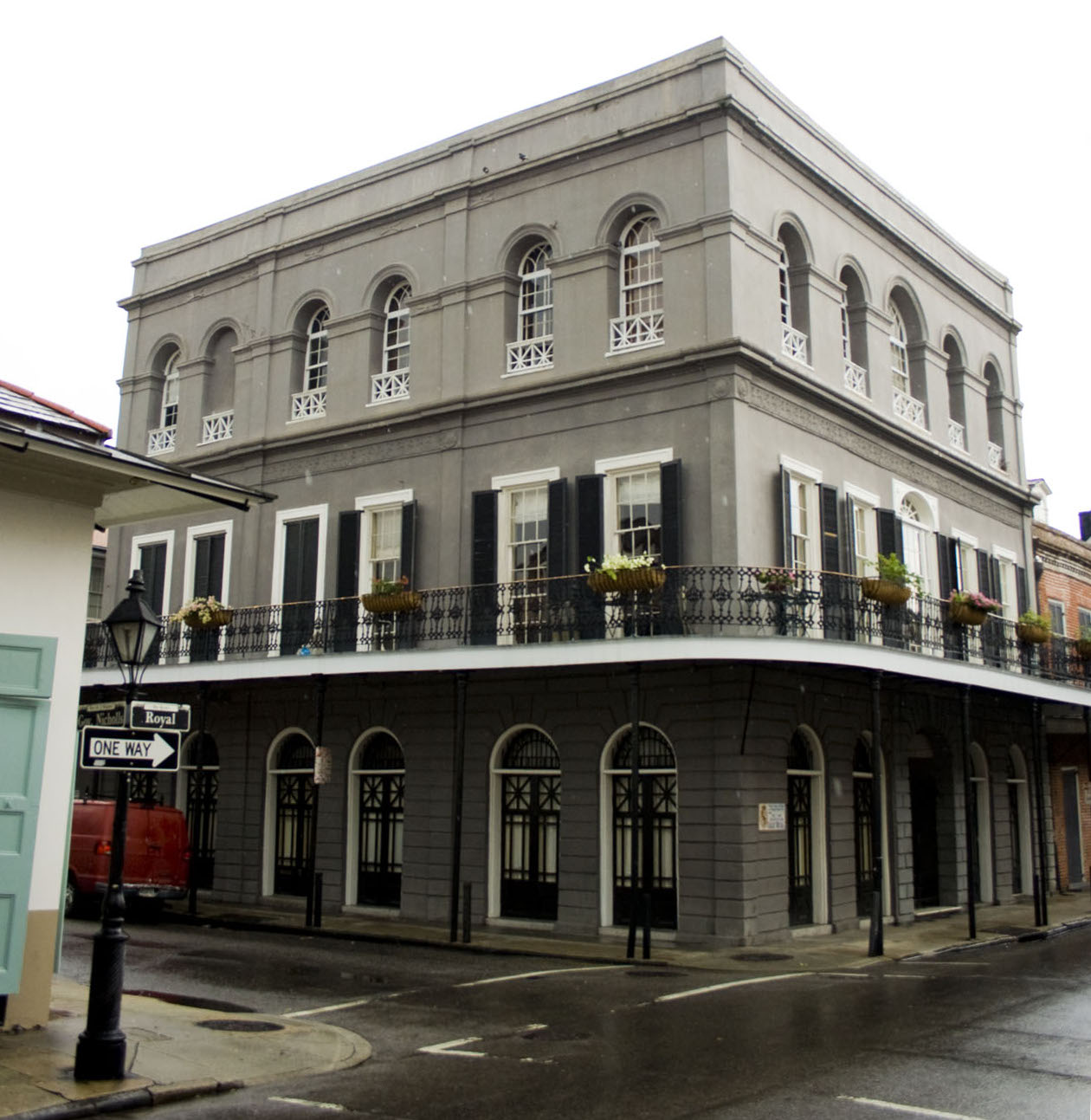
Особняк Лалори фото 2009 года

10 апреля 1834 года в доме Лалори случился пожар. Считается, что рабыня-повариха устроила этот пожар, чтобы разоблачить свою мучительницу-хозяйку. Рабыня хотела привлечь внимание, причем сама не могла покинуть кухню, так как была прикована цепью. По сообщениям, хозяйка пылающего особняка отказалась дать ключи, чтобы соседи смогли открыть чердак, где содержались рабы, и спасти их. Когда была взломана дверь, на свободу вышло семь рабов. Как сообщали газеты, рабы мадам Лалори оказались ужасно изуродованными — их шеи были вытянуты, у кого-то отсутствовали конечности, у одного из рабов из головы торчала палка, которой Лалори хотела перемешать ему мозги. На самом же деле, семеро рабов были серьезно истощены, но никто из них не умер. На одну из рабынь был надет железный ошейник с шипами, а другая, престарелая женщина, получила очень глубокую рану на голове, и оказалась слишком слаба, чтобы передвигаться самостоятельно.
Когда вести о жестокости Лалори облетели город, разъяренная толпа ворвалась в её резиденцию на Ройал-стрит и разгромила её. Шериф и офицеры полиции разогнали толпу, но дом Лалори к тому времени серьезно пострадал. Измученные рабы были доставлены в местную тюрьму, где на них мог посмотреть любой желающий. По сообщениям, около 4 тыс. человек захотело своими глазами увидеть, как пострадали бедные невольники.

## Дальнейшая судьба и версии о смерти
Избежавшая линчевания Дельфина сбежала. Согласно писательнице Гарриет Мартино, она села в карету и прибыла на набережную, где тайком взошла на шхуну, направляющуюся в Мобил, штат Алабама, а затем в Париж. В Париже она жила с дочерьми Мэри-Луиз Полин и Луиз-Мэри Лор и сыном Жан-Пьером Полин. Сохранилось письмо последнего от 15 августа 1842 года, адресованное его шурину Огюсту Де-Лассю, в котором Жан-Пьер заявил, что Дельфина всерьёз намерена вернуться в Новый Орлеан. В этом же письме он написал, что Дельфина явно не до конца осознаёт серьёзность причин её бегства оттуда. По-видимому, под давлением родственников, Дельфина всё-таки отказалась от планов вернуться. 
Обстоятельства её смерти до конца неясны. Джордж Вашингтон Кейбл (англ. George Washington Cable) рассказал в 1888 году в ту пору популярную, но весьма сомнительную историю о том, что Лалори приняла смерть от кабана в ходе несчастного случая на охоте. Как бы то ни было, в конце 1930-х Юджин Бэкес (англ. Eugene Backes), служивший могильщиком на Сент-Луиском Кладбище #1 вплоть до 1924 года, обнаружил на четвертой аллее кладбища две старые треснувшие медные пластины с надписью: «Мадам Лалори, в девичестве Мэри Дельфина Макарти, умерла в Париже, 7 декабря 1842 года в возрасте 6— лет».
Согласно архивам Парижа, её дата смерти была 7 декабря 1849 года.

## Образ в массовой культуре
Образ мадам Дельфины Лалори был использован в третьем сезоне хоррор-антологии «Американская история ужасов» (Шабаш) и воплощён Кэти Бэйтс.